# Evidencia de ausencia

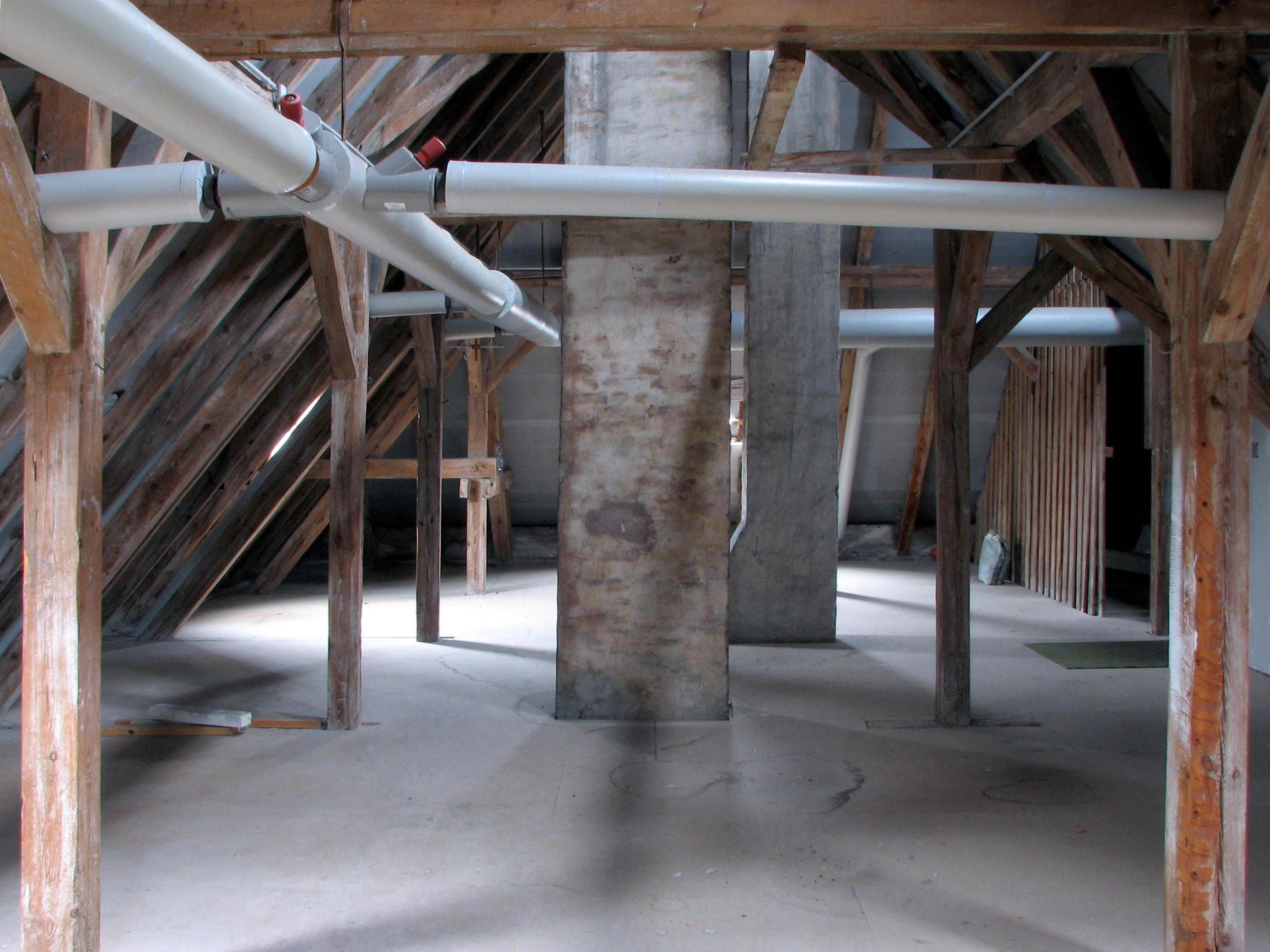
Una inspección exhaustiva de un desván en busca de ratones puede proporcionar una evidencia de su ausencia, pero cualquier señal de su presencia siempre será suficiente para demostrar lo contrario

La evidencia de ausencia es una certidumbre de cualquier tipo que sugiere que algo falta o que no existe. Lo que se puede considerar como evidencia de ausencia ha sido un tema de debate entre científicos y filósofos. A menudo se distingue de la ausencia de evidencia.

## Resumen
Evidencia de ausencia y ausencia de evidencia son conceptos similares pero distintos. Esta distinción queda reflejada en el aforismo "La ausencia de evidencia no es la evidencia de ausencia". A menudo atribuido a Martin Rees o a Carl Sagan, las versiones de esta antimetábole o retruécano aparecieron ya en el siglo XIX. En palabras de Sagan, la expresión es una crítica de la "impaciencia con la ambigüedad" exhibida cuando se apela a la ignorancia. A pesar de lo que pueda parecer implicar la expresión, la falta de evidencia puede ser informativa. Por ejemplo, cuando se prueba un nuevo fármaco, si no se observan efectos nocivos, esto sugiere que el fármaco es seguro. Esto se debe a que, si la droga fuera dañina, se puede esperar que aparezca evidencia de ese hecho durante la prueba. La expectativa de evidencia hace que su ausencia sea significativa.
Como muestra el ejemplo anterior, la diferencia entre la evidencia de que algo está ausente (como por ejemplo, una observación que sugiere que hoy no había dragones aquí) y la simple ausencia de evidencia (por ejemplo, porque no se ha realizado una investigación cuidadosa) puede matizarse. De hecho, los científicos a menudo debatirán si el resultado de un experimento debe considerarse evidencia de ausencia o si sigue siendo ausencia de evidencia. El debate se refiere a si el experimento habría detectado el fenómeno de interés si estuviera allí.
El argumento ad ignorantiam para la "ausencia de evidencia" no es necesariamente falso,  como por ejemplo, en el caso de que un nuevo fármaco potencialmente salvador no presente un riesgo para la salud a largo plazo a menos que se demuestre lo contrario. Por otro lado, si tal argumento se basara imprudentemente en la "falta" de investigación para promover su conclusión, se consideraría un falacia informal, mientras que el primer supuesto puede ser una forma persuasiva de cambiar la carga de la prueba en un argumento o debate.

## Ciencia
En experimentos científicos cuidadosamente diseñados, incluso los resultados nulos pueden ser evidencia de ausencia. Por ejemplo, una hipótesis puede ser descartada si una observación pronosticada como vital no se observa empíricamente. En este punto, el método científico subyacente puede rechazarse o revisarse y, a veces, puede incluso justificarse una explicación ad hoc adicional. Que la comunidad científica acepte un resultado nulo como evidencia de ausencia depende de muchos factores, incluido el poder de detección de los métodos aplicados, el intervalo de confianza de las pruebas realizadas, así como el sesgo de confirmación dentro de la comunidad.

## Ámbito legal
En muchos sistemas legales, la falta de pruebas de la culpabilidad de un acusado es suficiente para la absolución. Esto se debe al principio de presunción de inocencia y a la creencia de que es peor condenar a una persona inocente que dejar en libertad a un culpable.
Por otro lado, la ausencia de pruebas a favor del acusado (por ejemplo, una coartada) puede hacer que su culpabilidad parezca más probable. Se puede persuadir a un jurado para que condene debido a "lagunas probatorias" o falta de pruebas que esperan escuchar.

## Prueba negativa
Una afirmación negativa es una manera coloquial de denominar a un enunciado que asevera la inexistencia o exclusión de algo. Las aseveraciones negativas son comunes en matemáticas. Tales afirmaciones incluyen el teorema de Euclides de que no hay un número primo mayor que todos los demás y la paradoja de Arrow. Puede haber múltiples proposiciones dentro de un debate, sin embargo, quien hace una afirmación recibe la carga de la prueba, independientemente del contenido positivo o negativo del enunciado.
Una aseveración negativa puede o no existir como contrapunto a una aseveración anterior. Una prueba de imposibilidad o un argumento de evidencia de ausencia son métodos típicos para satisfacer el requisito de la carga de la prueba de un enunciado negativo.
El filósofo Steven Hales argumenta que, por lo general, se puede lógicamente tener la misma confianza con la negación de una afirmación. Señala que si los estándares de certeza y opinión llevan a decir "no se dispone de una 'prueba' de inexistencia", entonces también debe decirse que "tampoco se dispone de una 'prueba' de existencia". Hales argumenta que hay muchos casos en los que se puede probar que algo no existe con tanta certeza como probar que algo existe.: 109–112 